# Frente Amplio (Perú)
El Frente Amplio por Justicia, Vida y Libertad, o simplemente Frente Amplio, es un partido político, el cual se define como una coalición de partidos, organizaciones políticas, movimientos sociales y ciudadanos activistas del Perú cuyo principal objetivo es consolidar a los distintos sectores de izquierda, progresistas, socialistas y ecologistas. 
Tuvo su origen en Encuentro de Organizaciones Sociales y Políticas realizado en el año 2007 y su objetivo inicial era promover la defensa de los territorios. Ha formado parte del Congreso de la República desde el año 2012 como parte del grupo parlamentario Acción Popular-Frente Amplio, y desde 2016 con una bancada propia. Durante el interregno parlamentario después de la disolución del Congreso contó con dos miembros en la Comisión Permanente.
En las elecciones generales de 2016 participó postulando a Verónika Mendoza como candidata presidencial. En los comicios, celebrados el 10 de abril, el partido se convirtió en la tercera fuerza política del país, obteniendo la primera minoría parlamentaria en el Congreso de la República. Dentro del periodo parlamentario 2016-2021, antes de la disolución del Congreso, obtuvo 20 congresistas, en julio de 2017 la bancada se dividió y 10 de los 20 congresistas crearon la bancada Nuevo Perú.

## Historia

### Antecedentes
Un grupo de líderes de la Macro Región Norte del país propuso a mediados del año 2008 desarrollar encuentros para impulsar una iniciativa de organización política, tras las reflexiones de Marco Arana y las conclusiones a las que arribaron los movimientos sociales participantes del Primer Encuentro de Organizaciones Sociales y Políticas, que se llevó a cabo el año 2007.
En el contexto del movimiento indígena amazónico en agosto del 2008 y la polarización política del país, impulsada por la política del gobierno de Alan García en los territorios ancestrales de los indígenas amazónicos a favor de los grupos transaccionales, se reconoció la urgencia de construir una alternativa política renovadora incorporando la reflexión programática sobre el estado plurinacional y esta propuesta cobró fuerza.
Es así que, en el último trimestre del año 2008, Marco Arana convocó a reuniones de líderes sociales y defensores ambientales de Piura, Lambayeque y Cajamarca, realizados en Eten-Lambayeque; y entre los participantes que posteriormente fueron fundadores de Tierra y Libertad estuvieron: Marco Arana, Wilfredo Pajares, Nicanor Alvarado, Julio Castro Castro, Marlene Castillo y Juan Vilela.
En dichas reuniones se debatía la necesidad de una organización política nacional y explorar la posibilidad de crear plataformas políticas locales o regionales para que puedan participar representantes del movimiento social en las elecciones de autoridades municipales y regionales, como parte de la defensa de sus territorios. Los líderes procedían de diferentes corrientes ideológicas, con y sin experiencia política partidaria previa, concluyendo que “ninguna de dichas corrientes es suficiente por separado para la construcción de una propuesta de profunda democratización en el país”.
A inicios del año 2009, se realizó en la ciudad de Lima varias reuniones a solicitud de Marco Arana, con intelectuales vinculados al Partido Socialista que venían apoyando las luchas, quienes consideraban que era muy difícil crear un nuevo partido político. En el norte y en el sur se visitaron a más líderes sociales y políticos, logrando más adhesiones especialmente de dirigentes ronderos; en el Cusco, se logró la adhesión de líderes descentralistas. Finalmente, se logró la aceptación de diversos núcleos para debatir la posibilidad de crear una nueva organización política.
Con ese fin se realizó la reunión plenaria el 18 y 19 de abril de 2009, reuniendo a 39 líderes del interior del país y de Lima; y después de extensos debates acordaron constituir una organización política nacional, preliminarmente denominada “Tierra Nuestra”, y cuyo acuerdo por consenso fue lograr la inscripción de esta organización política en el JNE y participar en los procesos electorales nacional, regional y local.
El segundo acuerdo al que llegaron fue conformar la Comisión Política Nacional Transitoria – CPNT y encargarles la generación de propuestas de Principios, Programáticas, Estatutarias hacia el Congreso Fundacional, así como la tarea de campaña de firmas para la inscripción.

### Tierra y Libertad: Movimiento Político
La primera opción de nombre fue el de “Tierra Nuestra”, siendo la palabra “tierra” un componente incuestionable y de consenso y definiendo el verde como su color emblemático. Pero dicha denominación fue observada, ya que existía en los registros de la Oficina Nacional de Procesos Electorales (ONPE). En vista de ello, la CPNT decidió adoptar la denominación “Tierra y Libertad” ratificando la significación de la madre tierra/territorio y asumiendo un lema de antigua tradición de lucha y es así que se constituye formalmente ante el JNE como movimiento político el año 2009.
Tras ello, se difunde ese mismo año el Manifiesto de Tierra y Libertad – documento de carácter principista – para convocar a formar parte de la nueva organización política. De igual manera, se debatió y se consensuó el logo propuesto en el Primer Encuentro Nacional de Delegados de Tierra y Libertad, que se realizó el 17 y 18 de octubre y donde se congregó a un total de 111 delegados de 17 regiones con grupos impulsores regionales en su mayoría.
En dicho Encuentro se presentó, debatió y aprobó la Táctica de Tierra y Libertad, en el marco de un amplio debate sobre la coyuntura política y electoral. Luego, la sesión informativa y deliberativa sobre el Plan de Inscripción Electoral, finalizando con los acuerdos sobre las tareas hacia la consolidación política e inscripción rumbo al Congreso Fundacional. El símbolo del partido "Tierra y Libertad" sería registrado en el Acta de Fundación en febrero del 2010.

### Tierra y Libertad: Partido Político
A un año de la constitución como movimiento político Tierra y Libertad, se celebró en la ciudad de Lima del 23 al 25 de abril del 2010, el Congreso Fundacional “Lo justo: el Pueblo por delante”, cuyo lema fue: Por Vida y Dignidad: ¡Tierra y Libertad!
En este Congreso se debatieron, mejoraron y aprobaron los documentos centrales, arribando a acuerdos fundacionales que sustentaron el salto de movimiento político a partido político. Participaron 215 delegados plenos acreditados y 4 regiones concentraron el 61% de plenos: Lima Metropolitana, Cusco, Cajamarca y Puno.
En la inauguración asistieron decenas de dirigentes y líderes de diversas agrupaciones de izquierda, así como de diversas organizaciones populares tales como CGTP, CONACAMI, CCP, CNA, Central de Trabajadoras del Hogar y Colectivos de Jóvenes.
Las reuniones plenarias y las comisiones de trabajo se desarrollaron los días 24 y 25; y tomando en cuenta las propuestas editadas, se mejoraron y aprobaron los documentos centrales partidarios, tales como el Ideario y Principios, el Programa Nacional y el Estatuto, que establece que el Partido “es una organización política abierta, incluyente y no confesional, que busca contribuir a la democratización de la sociedad, de la economía y del sistema político en todo el Perú.
El 25 de abril se realizó la elección de dirigentes nacionales para el período 2010-2013. De manera democrática y fraterna, bajo la conducción del Comité Electoral Nacional (CENA), se procedió a la elección de los integrantes del Tribunal Nacional de Ética, la Secretaría Nacional de Ética y de la nueva Comisión Política Nacional.

### Fundación

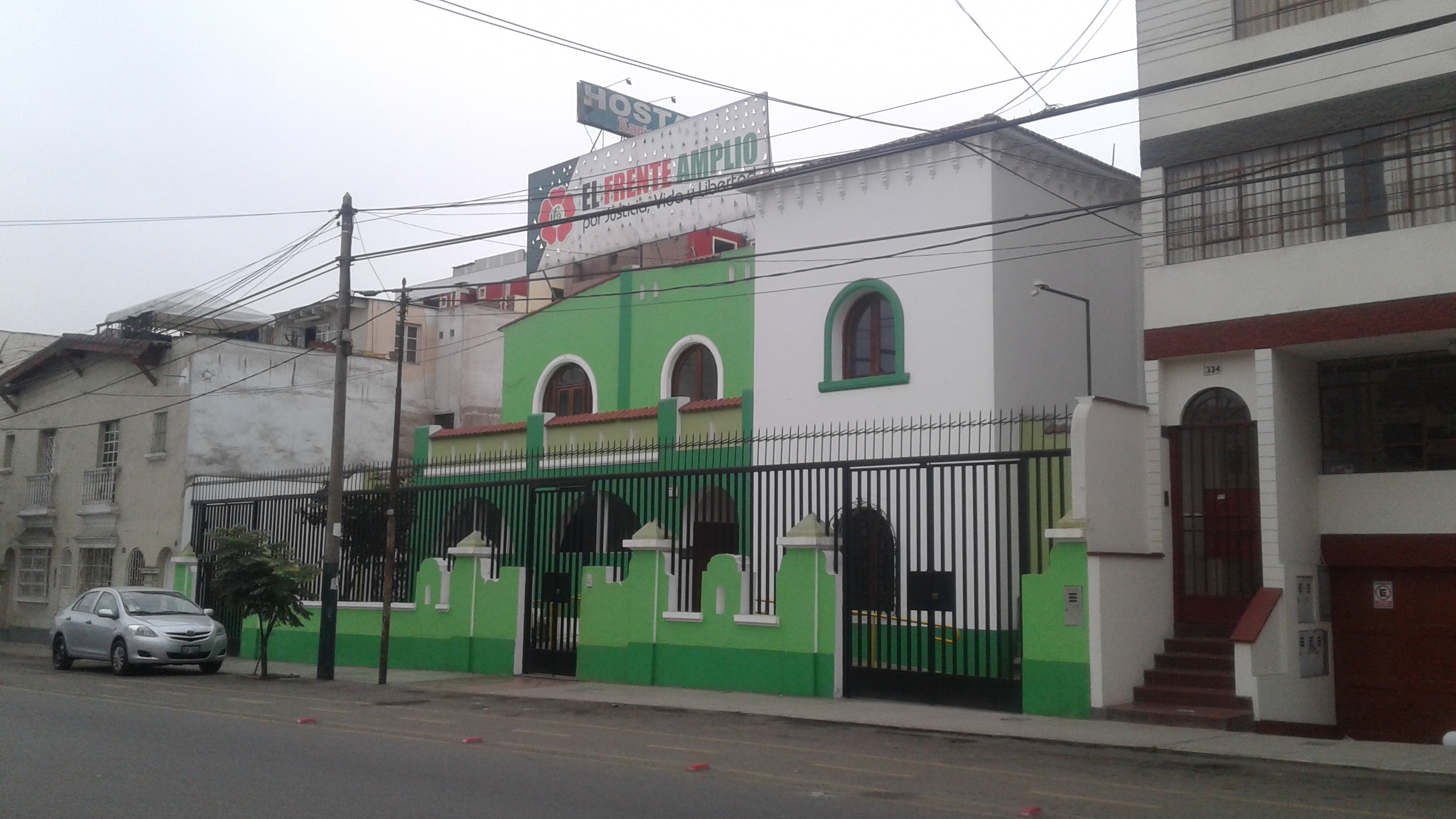
Local del partido del Frente Amplio ubicado en el distrito de Lince en Lima - Perú.

El Frente Amplio se fundó el 21 de junio de 2010, agrupando las siguientes agrupaciones políticas: Ciudadanos por el Cambio, el Movimiento de Afirmación Social (MAS), Tierra y Libertad, Fuerza Social, Partido Comunista Peruano y el Partido Socialista. A pocos meses de fundado el frente, el partido Tierra y Libertad, que tenía registro electoral vigente, a pedido de los otros grupos que no querían competir con su nombre, cambia su apelativo provisionalmente e inscribe el nombre de "Frente Amplio" agregando "por la Vida, la Justicia y la Libertad" registrando el logo de la flor de la cantuta que identificó al FA.
Posteriormente, Tierra y Libertad ofreció su registro electoral para que otros grupos participaran en términos de equidad en el proceso electoral. En dicho proceso, uno de sus dirigentes, Marco Arana, postuló como precandidato a la candidatura presidencial junto con Verónika Mendoza del Movimiento Sembrar, dando como resultado en las elecciones ciudadanas abiertas ganadora a Mendoza.
Marco Arana Zegarra, líder de Tierra y Libertad, aseguró que el Frente Amplio estaría abierto a otras organizaciones políticas de centro, con excepción de aquellas comprometidas en actos de corrupción.

Movimiento Sembrar

### Bancada parlamentaria 2012 - 2016
El grupo parlamentario Acción Popular - Frente Amplio se conformó en julio de 2012 con cinco congresistas acciopopulistas y otros cinco congresistas sin inscripción partidaria luego que Acción Popular terminara su Alianza Parlamentaria con otros dos partidos políticos peruanos (Perú Posible y Somos Perú), tres movimientos políticos regionales y cuatro congresistas independientes.
De esta manera, primero se conformó oficialmente la Bancada de Acción Popular con los cinco congresistas acciopopulistas y el congresista del movimiento político regional Hechos y No Palabras. A continuación se unieron cuatro de los cinco congresistas independientes disidentes de Gana Perú. Con estas nuevas incorporaciones nació el grupo parlamentario (o Bancada) Acción Popular - Frente Amplio. Al haberse modificado el reglamento del Congreso en junio de 2016, que ahora permite conformar grupo parlamentario con hasta cinco congresistas, Acción Popular que tiene ese número de representantes, conformó grupo aparte. El Frente Amplio por Justicia, Vida y Libertad hizo lo propio con sus veinte representantes. 
Integrantes
El grupo parlamentario Acción Popular - Frente Amplio estuvo conformado por:
| Distrito electoral | Escaños | Congresistas electos                       | Partido              |
| ------------------ | ------- | ------------------------------------------ | -------------------- |
| Cajamarca          | 1       | Mesías Antonio Guevara Amasifuén           | Acción Popular       |
| Cusco              | 1       | Verónika Fanny Mendoza Frisch              | Frente Amplio        |
| Huánuco            | 1       | Alejandro Yovera                           | Hechos y No Palabras |
| Lima Metropolitana | 4       | Víctor Andrés García Belaúnde              | Acción Popular       |
| Lima Metropolitana | 4       | Yonhy Lescano Ancieta                      | Acción Popular       |
| Lima Metropolitana | 4       | Manuel Enrique Ernesto Dammert Ego-Aguirre | Frente Amplio        |
| Lima Metropolitana | 4       | Rosa Mavila                                | Frente Amplio        |
| Tumbes             | 1       | Manuel Arturo Merino de Lama               | Acción Popular       |

### Gobierno de Pedro Pablo Kuczynski

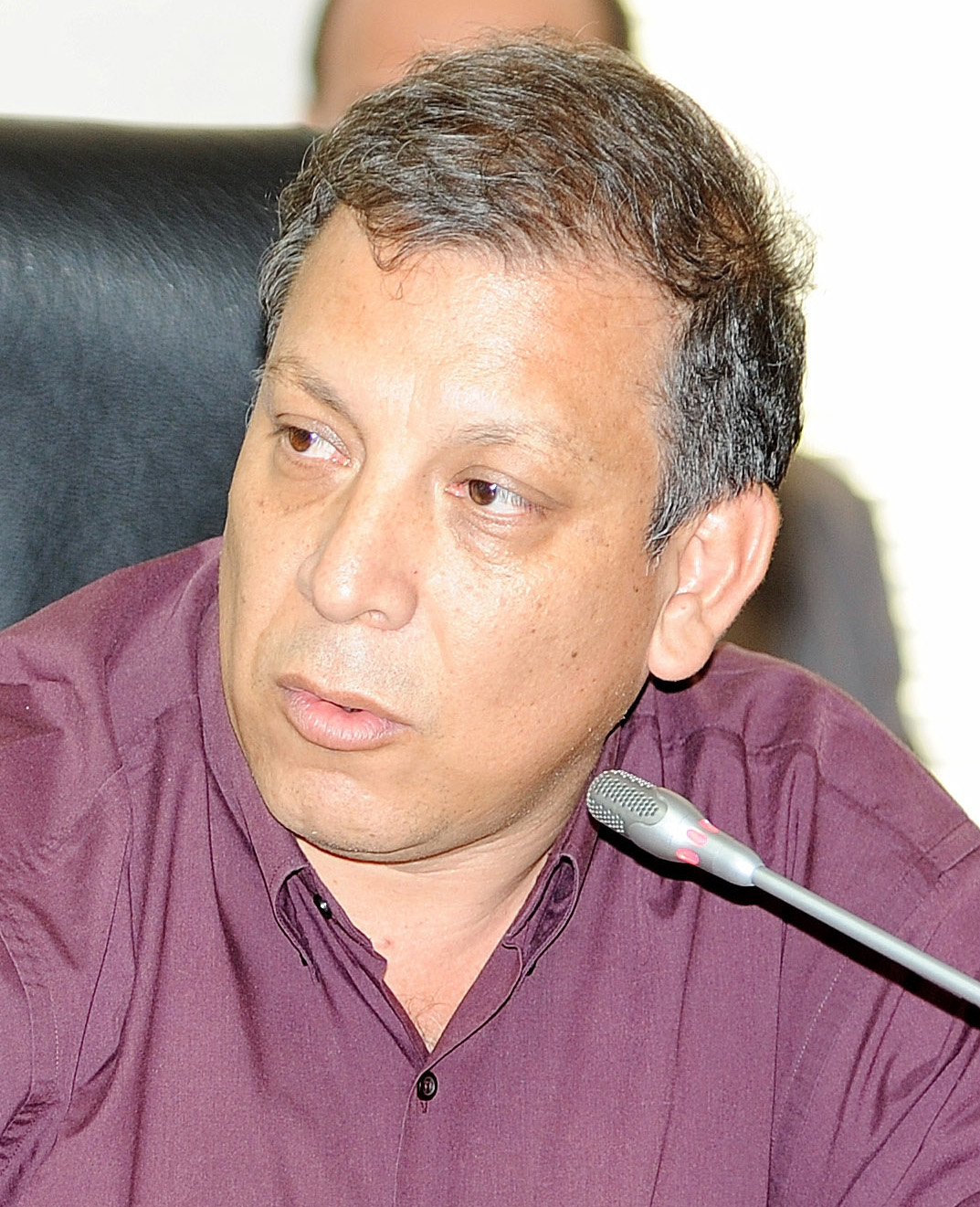
Marco Arana, líder y vocero de la bancada parlamentaria del Frente Amplio.

Durante el gobierno de Pedro Pablo Kuczynski la bancada del Frente Amplio fue la primera minoría en el Congreso de la República.
El 17 de agosto de 2017 los congresistas de Fuerza Popular presentaron una moción de interpelación contra la ministra de Educación Marilú Martens, el Frente Amplio votó a favor de la interpelación. La ministra respondió un pliego de 40 preguntas, principalmente sobre la huelga de maestros que todavía persistía.
El 14 de septiembre de 2017 el Presidente del Consejo de Ministros Fernando Zavala presentó una cuestión de confianza al Congreso, el Frente Amplio voto contra esta y fue rechazada por el Congreso de la República.
Pedro Pablo Kuczynski juramentó un nuevo gabinete ministerial, el voto de confianza se realizó el 12 de octubre de 2017. Frente Amplio votó en contra, sin embargo la cuestión de confianza fue aceptada.
En noviembre de 2017, la Comisión Lava Jato del Congreso, presidida por Rosa Bartra y que se dedicaba a investigar las implicaciones en el Perú de la red de corrupción de la organización Odebrecht, recibió una información confidencial de que el presidente Kuczynski había tenido vínculos laborales con dicha empresa, que se remontaban a la época en que fue ministro de Estado entre 2004 y 2006. Por esta razón`, el Frente Amplio presentó la moción para que la solicitud de la vacancia fuera debatida en el pleno del Congreso. Los congresistas de Fuerza Popular, APRA y Alianza para el Progreso se sumaron al pedido y fue así como superaron más de las 26 firmas necesarias para proceder con el trámite. Aprobada la moción, el debate se inició a las 4:38 p.m. del 15 de diciembre y duró hasta las 10:00 p.m. Aprobado así el pedido de vacancia, el Congreso acordó que el jueves 21 de diciembre, a las 9:00 a.m., Kuczynski debería presentarse ante el pleno del Congreso para realizar sus descargos. El Frente Amplio voto a favor de la vacancia. Sin embargo, esta no prosperó al no alcanzar los dos tercios requeridos para su aprobación.
El 24 de diciembre de 2017, el presidente Kuczynski concedió el indulto humanitario a Alberto Fujimori, quien se hallaba preso desde hacía 12 años, con una sentencia de 25 años por delitos de violaciones a los derechos humanos (casos La Cantuta y Barrios Altos). Solo días después del primer intento de vacancia presidencial, en enero de 2018, la bancada de Frente Amplio planteó un nuevo pedido de vacancia, teniendo como causal el indulto a Alberto Fujimori, que supuestamente habría sido negociado y otorgado de manera ilegal. Este no prosperó, ante la falta de apoyo de Fuerza Popular, cuyos votos eran necesarios para llevar adelante una iniciativa como esa. Bajo esa experiencia, las bancadas izquierdistas de Frente Amplio y Nuevo Perú promovieron otra moción de vacancia, concentrándose exclusivamente en el caso Odebrecht, aduciendo que se habrían descubierto nuevos indicios de corrupción y conflicto de intereses de parte de Kuczynski cuando fue ministro de Estado en el gobierno de Alejandro Toledo. Esta vez si lograron el apoyo de Fuerza Popular, así como de otras bancadas como la de Alianza para el Progreso (cuyo vocero, César Villanueva, fue el principal promotor de la iniciativa), reuniendo así los 27 votos mínimamente necesarios para presentar una moción multipartidaria ante el Congreso de la República, lo que se hizo el 8 de marzo de 2018.
El 15 de marzo se sometió a debate la admisión de dicha moción en el pleno del Congreso, siendo el resultado 87 votos a favor, 15 votos en contra y 15 abstenciones. La moción recibió el respaldo de todas las bancadas, a excepción de Peruanos por el Kambio y de congresistas no agrupados, entre ellos, los tres ex-oficialistas y el bloque de Kenji Fujimori. La Junta de Portavoces programó el debate del pedido de vacancia presidencial para el jueves 22 de marzo. Días antes de la votación de la vacancia presidencial se difundieron un conjunto de audios, en los que se escucha al ministro de Transportes y Comunicaciones, Bruno Giuffra, ofrecer a Mamani obras a cambio de su voto para evitar la vacancia. La prensa resaltó una frase de Giuffra en la que dice «compadre, ya sabes cómo es la nuez y qué cosa vas a sacar», presumiblemente haciendo referencia a los beneficios que sacaría Mamani si votaba en contra de la vacancia. Ante el escenario previsible que le aguardaba en el debate programado para el Congreso el día 22, Kuczynski optó por renunciar a la presidencia de la República, enviando la carta respectiva al Congreso, y dando un mensaje televisado a la Nación, que fue transmitido a las 2:40 p.m. del 21 de marzo de 2018.

#### Fracción interna, Nuevo Perú

Nuevo Perú, grupo parlamentario surgido por la renuncia de 10 congresistas del Frente Amplio.

En 10 de julio de 2017 se produjo la separación de 10 congresistas de la bancada de Frente Amplio y el 26 de julio Nuevo Perú nombró a sus coordinadores y representantes ante la Junta de Portavoces del Congreso para el periodo 2017-2018: Alberto Quintanilla coordinador del bloque parlamentario y Tania Pariona encargada de la coordinación alterna.
En septiembre de 2017 al declararse inconstitucional la llamada "ley anti-tránsfugas" en el Congreso de la República se reconoció oficialmente al Grupo Parlamentario Nuevo Perú formado por los congresistas Alberto Quintanilla, Tania Pariona, Richard Arce, Mario Canzio, Manuel Dammert, Marisa Glave, Indira Huilca, Edgar Ochoa, Oracio Pacori y Horacio Zeballos.

### Gobierno de Martín Vizcarra

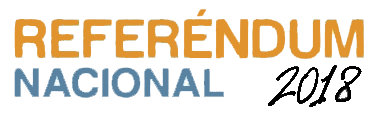
Durante el Referéndum constitucional de 2018, el Frente Amplio apoyó el voto nulo.

Después de la renuncia de Pedro Pablo Kuczynski a la Presidencia de la República, juramentó como presidente Martín Vizcarra Cornejo siguiendo la línea de sucesión constitucional.
El 28 de julio de 2018, el presidente Martín Vizcarra propuso un referéndum nacional para aprobar cuatro cambios constitucionales tendientes a erradicar la corrupción en el país. Dichas medidas pretendían modificar la Constitución Política peruana para reformar el Consejo Nacional de la Magistratura, regular el financiamiento de las campañas electorales, prohibir la reelección de los parlamentarios y restituir el sistema bicameral en el congreso. El 14 de septiembre de 2018 la Comisión de Justicia del Congreso no aprobó el proyecto de reforma del Consejo Nacional de la Magistratura debido a la abstención de los 9 integrantes del grupo fujimorista. Dos días después, el presidente Vizcarra en un mensaje a la nación comentó que, pese a haber transcurrido 40 días desde que presentara los proyectos de reforma constitucional, en el Congreso no se había aprobado aún ninguno de ellos, por lo cual había decidido formular a través de su primer ministro César Villanueva una cuestión de confianza centrada en la aprobación de las reformas. El Frente Amplio votó en contra de la cuestión de confianza, sin embargo, el gobierno finalmente obtuvo el voto de confianza de parte del Congreso y en los días siguientes, una comisión parlamentaria votó una por una las propuestas del referéndum. Durante la campaña electoral anterior al referéndum constitucional de 2018 el Frente Amplio apoyó el voto nulo.
El 15 de noviembre de 2018 Alan García acudió a la casa de Carlos Alejandro Barros, embajador de Uruguay, en donde permaneció hasta el 3 de diciembre de 2018 (días antes del Referéndum Nacional), cuando Tabaré Vázquez, presidente de dicho país, anunció el rechazo al pedido de asilo de Alan García. Días antes del anuncio de Tabaré Vázquez un grupo de parlamentarios del Frente Amplio viajó a Uruguay para explicar que Alan García no era un perseguido político. El 17 de abril de 2019 el expresidente del Perú Alan García se suicidó en el dormitorio de su vivienda personal cuando los oficiales de la policía nacional había ido a arrestarlo preliminarmente por asuntos relacionados con el caso Odebrecht. El Frente Amplio señaló que la muerte de García "es una tragedia familiar y ese dolor debe ser respetado y no manipulado políticamente para tratar de impedir u obstruir la acción de la justicia".
El 29 de mayo de 2019, desde el Gran Comedor de Palacio de Gobierno, el presidente Vizcarra dio un mensaje a la Nación, en el que anunció su decisión de plantear la cuestión de confianza ante el Congreso en respaldo a la reforma política. El 4 de junio de 2019, Salvador del Solar se presentó en el Pleno del Congreso para exponer y solicitarla cuestión de confianza ante la representación nacional. Los miembros de la bancada de Frente Amplio votaron en contra.
El 28 de julio, el presidente Vizcarra dirigió su mensaje a la nación con motivo de Fiestas Patrias. En este, anunció la presentación de un proyecto de ley de reforma constitucional para adelantar las elecciones de 2021 a abril de 2020. El 26 de septiembre la comisión de Constitución debatió el proyecto, el Frente Amplio se retiró de la votación en forma de protesta, sin embargo la Comisión decidió archivar el proyecto del ejecutivo.
Coincidiendo con la discusión por el proyecto de adelanto de elecciones y de la solicitud de habeas corpus a favor de Keiko Fujimori ante el Tribunal Constitucional (TC), en septiembre de 2019, el fujimorismo y sus aliados del Congreso apresuraron el proceso de selección de los magistrados de dicho tribunal. El viernes 27 de septiembre de 2019, a la 1:00 p.m., el presidente Vizcarra dio un mensaje a la Nación en el que anunció que presentaría ante el Congreso una cuestión de confianza orientada a suspender el proceso de elección de los magistrados del Tribunal Constitucional (TC) y modificar el mecanismo para dicha elección. Horas después, el primer ministro Salvador del Solar llegó al Congreso para presentar un documento dirigido a Pedro Olaechea, pidiéndole que le permita solicitar ante el pleno del Parlamento una cuestión de confianza por la elección de magistrados del TC.
En la mañana del 30 de septiembre Del Solar y su consejo de ministros llegaron al Congreso y esperaron en la sala de embajadores para ser recibidos en el pleno. Insólitamente, cuando se encaminaban al hemiciclo, encontraron las puertas cerradas. Los fujimoristas y sus aliados habían decidido no dejarles ingresar, pese a que los ministros si pueden participar en las sesiones del pleno del congreso, según el artículo 129 de la Constitución. Mientras tanto, en el pleno, las bancada de Frente Amplio junto a Nuevo Perú, Unidos por la República y la Bancada Liberal habían presentado una moción de orden del día, que planteaba dejar sin efecto la elección de magistrados del TC y poner como único tema de agenda de la sesión plenaria de ese día la cuestión de confianza que iba a solicitar el Ejecutivo. El documento estaba suscrito por los legisladores Indira Huilca (Nuevo Perú), Patricia Donayre (Unidos por la República), Hernando Cevallos (Frente Amplio) y Gino Costa (Bancada Liberal).
Pese a que en el pedido de cuestión de confianza presentado por Del Solar se incluía que se suspendiera el proceso de elección iniciado hacía una semana (además de la aprobación de un nuevo mecanismo para dicha elección), la mayoría del Congreso decidió llevar adelante la elección. El primer candidato al TC en ser votado fue Gonzalo Ortiz de Zevallos Olaechea, el Frente Amplio votó en contra, sin embargo, fue elegido. Luego se intentó elegir a otro candidato, pero no alcanzó los 87 votos necesarios. Acto seguido, se suspendió la sesión. En la tarde, el pleno del Congreso de la República se volvió a reunir y tal como lo habían anunciado, iniciaron el debate para decidir si se otorgaba o no la confianza al Ejecutivo. Cuando a las 5:25 p.m. se anunciaba que el presidente Vizcarra empezaba a emitir su Mensaje a la Nación, los congresistas apresuraron la votación, aprobando dar la cuestión de confianza al Ejecutivo con 50 votos. En contra votaron 31 y hubo 13 abstenciones. El Frente Amplio se mostró a favor de la disolución del Congreso de la República.

## Ideología
El Frente Amplio se posiciona en una política ecologista y reformista con orientación socialdemócrata. Busca ejecutar una política de transparencia, permitir a los ciudadanos participar en la política a través de la democracia participativa y descentralizar los poderes políticos, fiscales y administrativos.
Aboga por establecer un compromiso ecológico generalizando las energías renovables en todo el país y protegiendo la biodiversidad del país de las actividades humanas, incluyendo una política de reforestación, la lucha contra la deforestación y la explotación ilegal.
En el plano económico, el partido busca prohibir los monopolios y oligopolios en la economía del país, dando prioridad a una economía de mercado pluralista y social, regulada por el Estado. También desea desarrollar la producción local, mejorar la ayuda a las pequeñas y medianas empresas, dar mayor protección a los sindicatos y mejorar las condiciones de trabajo en el país.
Frente a la pobreza, el partido quiere aumentar los salarios mínimos y las pensiones. Está a favor de una inversión importante en la educación para que todos los niños puedan ir a la escuela. El partido propone un plan social para erradicar las desigualdades, especialmente la de mejorar los derechos de la mujer, así como una política antirracista para asegurar que el país alcance los objetivos exigidos en materia de derechos humanos.
El partido quiere garantizar la protección de los pueblos indígenas y empoderarlos en ciertas regiones del país, además está a favor de una revisión de los tratados de libre comercio, así como de una mejor cooperación entre los estados sudamericanos.

## Participación electoral

### Elecciones regionales y municipales de 2014
El partido inicia su participación en las elecciones regionales y municipales del 2014, donde obtiene 2 alcaldías distritales, siendo los distritos de Cocachacra en Arequipa y Pilcuyo en Puno, sin embargo, no obtuvo ninguna alcaldía provincial y gobierno regional electo.
Alcaldes Distritales electos por Frente Amplio
| Región   | Provincia | Distrito   | Alcalde              |
| -------- | --------- | ---------- | -------------------- |
| Arequipa | Islay     | Cocachacra | Hugo Valencia Juárez |
| Puno     | El Collao | Pilcuyo    | Antonio Ticona Aro   |

### Elecciones generales de 2016

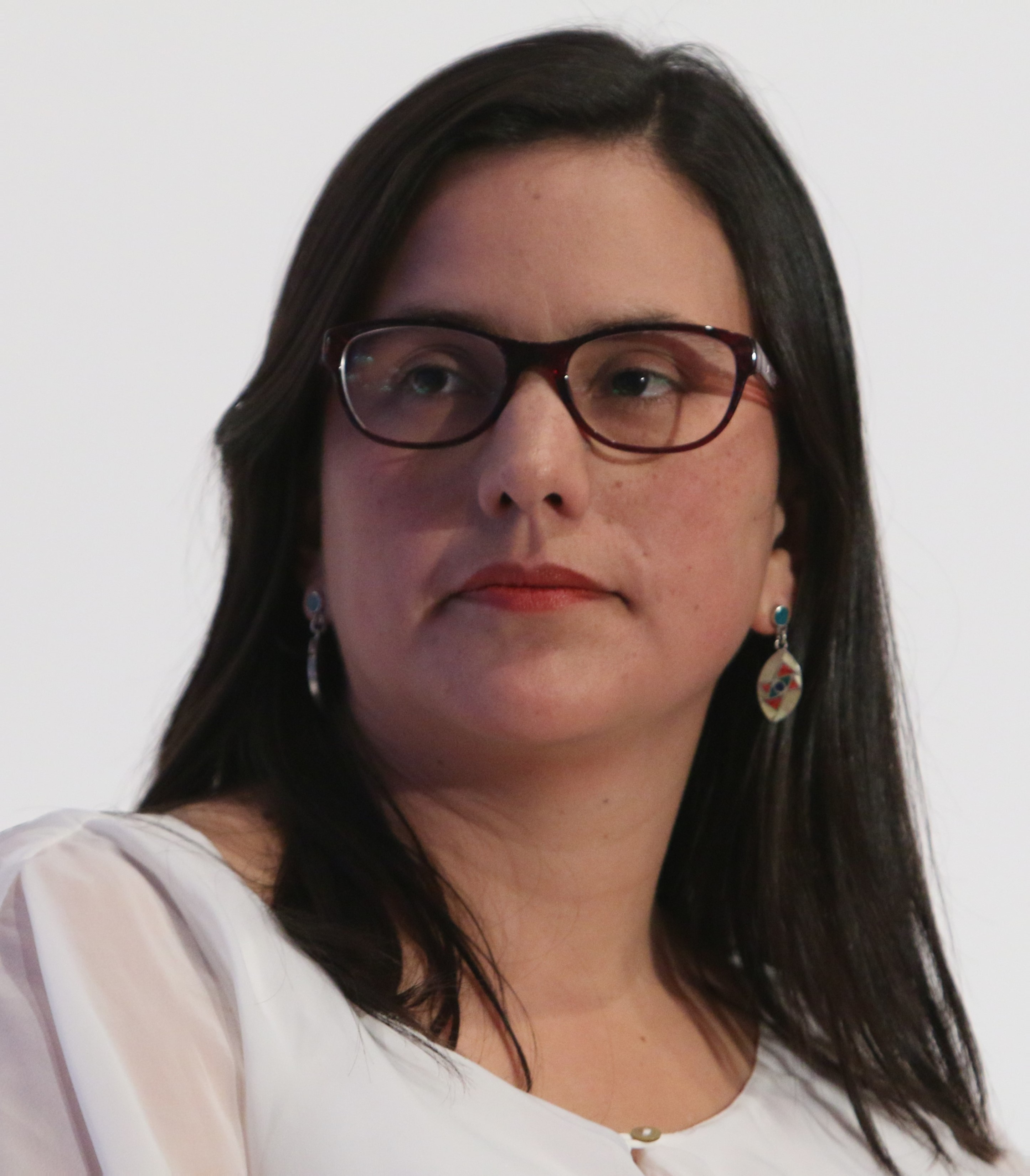
Verónika Mendoza, lideresa del Frente Amplio en las elecciones presidenciales de 2016 y desde diciembre de 2017 presidenta de Nuevo Perú

En las elecciones generales de 2016 el partido postuló a Verónika Mendoza como candidata presidencial, como primer vicepresidente postuló Marco Arana y como segundo vicepresidente postuló Alan Fairlie, el partido fue el tercer partido con intención de voto y obtuvo la primera minoría en el Congreso de la República.
| Candidatos       | Candidatos          | Candidatos          |
| Presidencia      | 1.º Vicepresidencia | 2.º Vicepresidencia |
| ---------------- | ------------------- | ------------------- |
| Verónika Mendoza | Marco Arana         | Alan Fairlie        |

En julio de 2017 la bancada se dividió y 10 de los 20 congresistas (Alberto Quintanilla, Tania Pariona, Richard Arce, Mario Canzio, Manuel Dammert, Marisa Glave, Indira Huilca, Edgar Ochoa, Oracio Pacori y Horacio Zeballos) crearon la bancada Nuevo Perú reconocida oficialmente por el Congreso de la República en septiembre de 2017.
Integrantes originales:
| Región             | Nombre                                     | Número de Votos |
| ------------------ | ------------------------------------------ | --------------- |
| Áncash             | María Elena Foronda Farro                  | 9,094           |
| Apurímac           | Richard Arce Cáceres                       | 10,076          |
| Arequipa           | Horacio Zeballos Patrón                    | 24,368          |
| Arequipa           | Justiniano Rómulo Apaza Ordóñez            | 19,562          |
| Ayacucho           | Edyson Humberto Morales Ramírez            | 16,756          |
| Ayacucho           | Tania Edith Pariona Tarqui                 | 11,842          |
| Cajamarca          | Marco Antonio Arana Zegarra                | 8,576           |
| Cusco              | Wilbert Gabriel Rozas Beltrán              | 23,771          |
| Cusco              | Edgar Américo Ochoa Pezo                   | 19,661          |
| Huancavelica       | Zacarías Reymundo Lara Inga                | 8,278           |
| Huánuco            | Rogelio Robert Tucto Castillo              | 9,331           |
| Junín              | Mario José Canzio Álvarez                  | 14,653          |
| Lima Metropolitana | Marisa Glave Remy                          | 97,529          |
| Lima Metropolitana | Manuel Enrique Ernesto Dammert Ego-Aguirre | 53,913          |
| Lima Metropolitana | Indira Isabel Huilca Flores                | 27,906          |
| Piura              | Hernando Ismael Cevallos Flores            | 15,244          |
| Puno               | Alberto Eugenio Quintanilla Chacón         | 55,218          |
| Puno               | Oracio Ángel Pacori Mamani                 | 22,011          |
| Puno               | Edilberto Curro López                      | 12,628          |
| Tacna              | Jorge Andrés Castro Bravo                  | 23,341          |

### Elecciones regionales y municipales de 2018
Al lograr obtener escaños en el congreso en las elecciones parlamentarias del 2016, el partido participa en las   elecciones regionales y municipales del 2018, donde obtiene por primera vez 2 alcaldías provinciales, siendo las provincias de Antabamba en Apurímac y Chumbivilcas en Cusco; a su vez obtiene 29 alcaldías distritales, sin embargo, no obtuvo ningún gobierno regional electo.
Alcaldes Provinciales electos por Frente Amplio
| Región   | Provincia    | Alcalde                     |
| -------- | ------------ | --------------------------- |
| Apurímac | Antabamba    | Rocío Narváez Choquecahuana |
| Cusco    | Chumbivilcas | Marcos Ibarra Suárez        |

A nivel de Lima se presentó el sindicalista Enrique Fernández Chacón como candidato a la alcaldía de Lima, quedando en decimoquinto lugar con el 1.54% de votos.

### Elecciones congresales extraordinarias de 2020

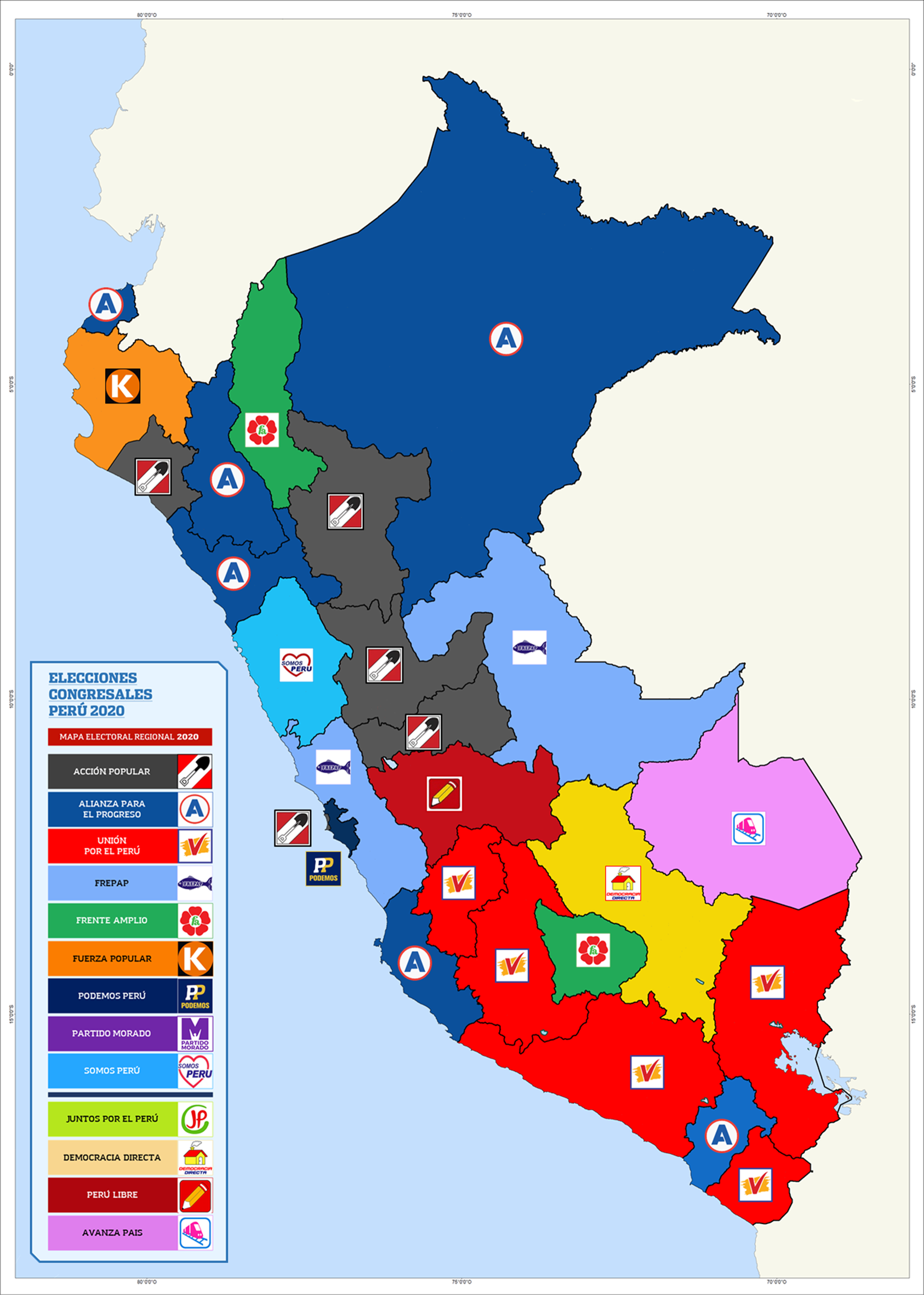
Partidos políticos más votados en las elecciones congresales extraordinarias de 2020, el Frente Amplio obtuvo mayor votación en los departamentos de Amazonas y Apurímac

En las elecciones congresales extraordinarias de 2020 el partido presentó candidatos en 25 de los 26 distritos electorales del país. El partido obtuvo la mayor votación en el departamento de Amazonas con el 20.52% de los votos y en el departamento de Apurímac con el 18.16% de los votos.
Integrantes:
| Región             | Nombre                           | Número de Votos |
| ------------------ | -------------------------------- | --------------- |
| Amazonas           | Absalón Montoya Guivin           | 19,237          |
| Apurímac           | Lenin Abraham Checco Chauca      | 14,000          |
| Arequipa           | José Luis Ancalle Gutiérrez      | 13,932          |
| Cajamarca          | Mirtha Esther Vásquez Chuquilin  | 12,687          |
| La Libertad        | Lenin Fernando Bazán Villanueva  | 20,431          |
| Lima Metropolitana | Enrique Fernández Chacón         | 123,926         |
| Lima Metropolitana | Cindy Arlette Contreras Bautista | 57,598          |
| Lima Metropolitana | Rocío Silva Santisteban Manrique | 50,606          |
| Puno               | Yvan Quispe Apaza                | 33,174          |

### Elecciones generales de 2021
En las elecciones generales del 2021 el partido postuló a Marco Arana como candidato presidencial, como primer vicepresidente postuló Leyla Berrocal y como segundo vicepresidente postuló Magno Ortega. 
| Candidatos  | Candidatos          | Candidatos          |
| Presidencia | 1.º Vicepresidencia | 2.º Vicepresidencia |
| ----------- | ------------------- | ------------------- |
| Marco Arana | Leyla Berrocal      | Magno Ortega        |

En las elecciones parlamentarias el partido obtuvo 1.05% de votos, sin embargo, no obtuvo escaños para el Congreso de la República, llegando a perder su inscripción electoral.

## Partidos integrantes del Frente Amplio

### Partidos miembros actuales
| Partido | Partido       | Principal Ideología | Líder       |
| ------- | ------------- | ------------------- | ----------- |
|         | Frente Amplio | Socialdemocracia    | Marco Arana |

### Antiguos partidos miembros
| Partido | Partido                                         | Ideología principal  | Líder                    |
| ------- | ----------------------------------------------- | -------------------- | ------------------------ |
|         | Movimiento Sembrar                              | Autonomismo          | Verónika Mendoza         |
|         | Fuerza Social                                   | Socioliberalismo     | Carmela Chung Echevarría |
|         | Partido Socialista                              | Socialdemocracia     | Julio Castro Gómez       |
|         | Ciudadanos por el Cambio                        | Liberalismo cultural |                          |
|         | Movimiento de Afirmación Social                 | Mariateguismo        | Porfirio Medina          |
|         | Movimiento de Liberación 19 de Julio            | Marxismo-leninismo   | Dante Castro             |
|         | Partido Comunista Peruano                       | Comunismo            | Luis Villanueva Carbajal |
|         | Tierra y Libertad                               | Ecosocialismo        | Marco Arana              |
|         | Coordinación Nacional Progresista               | Maoísmo              | Armida Huerta            |
|         | Integración Estudiantil                         | Neomarxismo          |                          |
|         | UNÍOS                                           | Trotskismo           | Enrique Fernández Chacón |
|         | Mundo Verde                                     | Ecosocialismo        | Martina Portocarrero     |
|         | Confederación Unitaria de Trabajadores del Perú | Sindicalismo         | Julio César Bazán        |

## Resultados electorales

### Elecciones presidenciales
|  | 18.74 % |

|  | 0.327 % |

### Elecciones Parlamentarias
|  | 13.94 % |

|  | 6.16 % |

|  | 1.05 % |

### Elecciones al Parlamento Andino
|  | 15.46 % |

|  | 1.21 % |

### Elecciones regionales y municipales
| Año  | Gobiernos Regionales | Alcaldías Provinciales | Alcaldías Distritales |
| Año  | Representantes       | Representantes         | Representantes        |
| ---- | -------------------- | ---------------------- | --------------------- |
| 2014 | 0/25                 | 0/196                  | 2/1647                |
| 2018 | 0/25                 | 2/196                  | 29/1874               |